# Борушківецький Церковний
Борушківецький Церковний (Борушковецька Церква, рос. Борушковецкий церковный, Борушковецкая церковь) — колишній хутір у Деревицькій волості Новоград-Волинського і Полонського повітів Волинської губернії та Борушківській сільській раді Полонського і Любарського районів Шепетівської та Житомирської округ.

## Населення
У 1906 році в поселенні налічувалося 3 жителів, дворів — 1, у 1923 році — 1 двір та 6 мешканців.

## Історія
У 1906 році — хутір Деревицької волості (5-го стану) Новоград-Волинського повіту Волинської губернії. Відстань до повітового центру, міста Новоград-Волинський, становила 76 верст, до волосного центру, с. Деревичі — 1 версту. Найближче поштово-телеграфне відділення розташовувалося в Любарі.
У березні 1921 року, в складі волості, включений до новоствореного Полонського повіту Волинської губернії. У 1923 році увійшов до складу новоствореної Деревицької сільської ради, котра, від 7 березня 1923 року, включена до складу новоутвореного Полонського району Шепетівської округи. Розміщувався за 22 версти від районного центру, містечка Полонне.
21 серпня 1924 року, в складі сільської ради, переданий до Любарського району Житомирської округи.
Після 1924 року не значиться в обліку населених пунктів.